# Empis barbatoides
Empis barbatoides är en tvåvingeart som beskrevs av Axel Leonard Melander 1965. Empis barbatoides ingår i släktet Empis och familjen dansflugor. Inga underarter finns listade i Catalogue of Life.